# قاتل ۷۷؛ مرده یا زنده
قاتل ۷۷؛ مُرده یا زنده (به ایتالیایی: Sicario 77, vivo o morto) یک فیلم جاسوسی ایتالیایی-اسپانیایی به کارگردانی مینو گوئرینی است که در سال ۱۹۶۶ منتشر شد.

## بازیگران
- راد دینا
- خوزه بودالو
- مونیکا رندال
- دموفیلو فیدانی
- لوچانو روسی
- آنتونیو کازاله
- آلیشا براندت